# Scott Verplank
Scott Rachal Verplank (* 9. Juli 1964 in Dallas, Texas) ist ein US-amerikanischer Berufsgolfer der PGA TOUR.
Während seines Besuches der Oklahoma State University gewann er 1985 als Amateur die Western Open, ein Event der PGA TOUR – der erste seit Dough Sanders 1956 bei der Canadian Open siegte. Davor hatte er unter anderem auch die U.S. Amateur Championship 1984 für sich entschieden.
Nach dem Abschluss seines Studiums wurde Verplank 1986 Berufsgolfer.
Seine Karriere verlief unspektakulär, aber konstant. Zu seinen bislang fünf Turniersiegen auf der PGA TOUR kamen Einberufungen in die Mannschaften des Ryder Cup 2002 und 2006 (als captain's pick) und des Presidents Cup 2005 und 2007, sowie zwei Teilnahmen für die USA am WGC-World Cup. In der Golfweltrangliste lag er längere Zeit in den Top 50, was Einladungen zu den großen Turnieren versprach.
Der Diabetiker wurde von der Golf Writers Association of America im Jahre 2002 mit dem Ben Hogan Award ausgezeichnet – in Ansehung seiner golferischen Leistungen trotz eines ernsthaften Leidens. Er trägt eine Insulinpumpe, die ihm während des Turnierbetriebes versorgt.
Scott Verplank lebt mit seiner Frau Kim und ihren vier Kindern in Edmond, Oklahoma.

## PGA-Tour-Siege
- 1985  Western Open (als Amateur)
- 1988  Buick Open
- 2000  Reno-Tahoe Open
- 2001  Bell Canadian Open
- 2007  EDS Byron Nelson Championship

## Andere Turniersiege
- 2006 Wendy’s 3-Tour Challenge (mit Stewart Cink und Zach Johnson)

## Teilnahmen an Teambewerben
- Walker Cup: 1985 (Sieger)
- Ryder Cup: 2002, 2006, 2010 (non playing Vice Captain)
- WGC-World Cup: 1998 (Sieg in der Einzelwertung), 2004
- Presidents Cup: 2005 (Sieger), 2007 (Sieger)

## Resultate bei Major Championships
| Tournament            | 1985   | 1986 | 1987 | 1988 | 1989 |
| --------------------- | ------ | ---- | ---- | ---- | ---- |
| The Masters           | CUT    | CUT  | CUT  | DNP  | CUT  |
| US Open               | T34 LA | T15  | CUT  | DNP  | DNP  |
| The Open Championship | DNP    | CUT  | DNP  | CUT  | DNP  |
| PGA Championship      | DNP    | DNP  | DNP  | CUT  | CUT  |

| Tournament            | 1990 | 1991 | 1992 | 1993 | 1994 | 1995 | 1996 | 1997 | 1998 | 1999 |
| --------------------- | ---- | ---- | ---- | ---- | ---- | ---- | ---- | ---- | ---- | ---- |
| The Masters           | DNP  | DNP  | DNP  | DNP  | DNP  | DNP  | DNP  | DNP  | DNP  | CUT  |
| US Open               | T61  | DNP  | DNP  | DNP  | T18  | T21  | DNP  | DNP  | T49  | T17  |
| The Open Championship | DNP  | DNP  | DNP  | DNP  | DNP  | DNP  | DNP  | DNP  | DNP  | T15  |
| PGA Championship      | T31  | DNP  | DNP  | DNP  | DNP  | CUT  | DNP  | DNP  | T54  | T34  |

| Tournament            | 2000 | 2001 | 2002 | 2003 | 2004 | 2005 | 2006 | 2007 | 2008 | 2009 |
| --------------------- | ---- | ---- | ---- | ---- | ---- | ---- | ---- | ---- | ---- | ---- |
| The Masters           | DNP  | CUT  | 43   | T8   | 29   | T20  | T16  | T30  | CUT  | DNP  |
| US Open               | T46  | T22  | CUT  | T10  | T40  | CUT  | CUT  | T7   | T29  | DNP  |
| The Open Championship | CUT  | T30  | T37  | CUT  | T7   | T23  | T31  | T57  | T58  | DNP  |
| PGA Championship      | CUT  | T7   | CUT  | CUT  | T62  | T34  | CUT  | T9   | CUT  | CUT  |

| Tournament            | 2010 | 2011 | 2012 |
| --------------------- | ---- | ---- | ---- |
| The Masters           | T18  | DNP  | T54  |
| US Open               | T47  | DNP  | DNP  |
| The Open Championship | T76  | DNP  | DNP  |
| PGA Championship      | CUT  | T4   | WD   |

DNP = nicht teilgenommen

WD = zurückgezogen

CUT = Cut nicht geschafft

„T“ geteilte Platzierung

LA = bester Amateur

Grüner Hintergrund für Siege

Gelber Hintergrund für Top 10